# Marit Bouwmeester
Marit Bouwmeester (* 17. Juni 1988 in Warten) ist eine niederländische Seglerin.

## Erfolge
Marit Bouwmeester, die in der Bootsklasse ILCA 6 / Laser Radial startet, nahm an vier Olympischen Spielen teil. 2012 belegte sie in London mit 37 Punkten den zweiten Rang hinter Xu Lijia und vor Evi Van Acker und gewann so die Silbermedaille. Bei den Olympischen Spielen 2016 in Rio de Janeiro gelang ihr mit 61 Punkten der Olympiasieg, als sie sich vor Annalise Murphy und Anne-Marie Rindom die Goldmedaille sicherte. Bei den 2021 ausgetragenen Olympischen Spielen 2020 in Tokio folgte der Gewinn der Bronzemedaille. Bei den Olympischen Spielen 2024 in Paris gelang ihr der erneute Gewinn der  Goldmedaille. Mit 38 Punkten wurde sie vor der mit 61 Punkten zweitplatzierten Anne-Marie Rindom und der mit 75 Punkten drittplatzierten Norwegerin Line Flem Høst zum zweiten Mal Olympiasiegerin. Damit wurde sie außerdem zur erfolgreichsten Seglerin bei Olympischen Spielen.
Bei Weltmeisterschaften gewann sie 2011 in Perth, 2014 in Santander, 2017 in Medemblik und 2020 in Melbourne jeweils den Titel, zudem wurde sie zwischen 2010 und 2019 viermal Zweite. Fünfmal gewann sie darüber hinaus den Titel bei den Europameisterschaften.

## Ehrungen
- 2017 zeichnete der Weltverband World Sailing Bouwmeester als Weltseglerin des Jahres aus.